# Miki Gorman
Miki Gorman (Geburtsname jap. 諏訪 美智子, Suwa Michiko; * 14. August 1935 in Qingdao, China; † 19. September 2015 in Bellingham, Washington) war eine US-amerikanische Marathonläuferin japanischer Herkunft.

## Leben
Die Tochter eines Arztes wuchs in der Präfektur Fukushima in der heutigen Stadt Aizu-Wakamatsu auf, wo sie jeden Tag zehn Kilometer zur Schule gehen musste. Mit 28 Jahren kam sie in die Vereinigten Staaten, wo sie zunächst als Kinderkrankenschwester arbeitete und das Carlisle Commercial College besuchte und dann eine Anstellung in Los Angeles fand. Dort heiratete sie 1966 den Geschäftsmann Michael Gorman.
Im Los Angeles Athletic Club, wo sie von ihrem Ehemann im Herbst 1968 angemeldet worden war, entdeckte sie das Laufen für sich und lief 1970 bei einem inoffiziellen Wettkampf in der Halle 100 Meilen (160,9 km) in 21:04 Stunden.
1973 startete sie zum ersten Mal offiziell über die 42,195-km-Distanz und siegte beim Western Hemisphere Marathon in der Weltbestzeit von 2:46:37 h. Im Jahr darauf gewann sie den Boston-Marathon in 2:47:12. Nach einer Babypause wurde sie im Herbst 1975 beim New-York-City-Marathon Zweite und siegte erneut beim Western Hemisphere Marathon. 1976 wurde sie Zweite in Boston und gewann den erstmals als Stadtlauf ausgetragenen New-York-City-Marathon in 2:39:11 (auf einer vermutlich 150 m zu kurzen Strecke).
1977 gelang es ihr, im selben Jahr sowohl in Boston (in 2:48:33) wie auch in New York (in 2:43:10) zu siegen, was nach ihr nur noch Allison Roe (1981) und Ingrid Kristiansen (1989) gelang. Sie ist damit auch die einzige Frau, die sowohl in Boston wie auch in New York mehr als einen Sieg verzeichnete. 1978 kam sie in New York nicht über Platz 22 hinaus, stellte aber kurz danach am 19. November in Pasadena mit 1:15:58 h eine Weltbestzeit im Halbmarathon auf. 1979 wurde sie Vize-Weltmeisterin bei den Senioren in 2:54:10.
1982 beendete sie ihre leistungssportliche Karriere. Im selben Jahr trennte sie sich von ihrem Ehemann, ohne sich scheiden zu lassen. Später lebte sie in Vancouver und lief gelegentlich 30 Meilen in der Woche, wenn sie nicht damit beschäftigt war, auf ihre beiden Enkelinnen aufzupassen.
1996 wurde sie in die Masters Hall of Fame von USA Track & Field aufgenommen, 2005 in die Hall of Fame des Road Runners Club of America.